# Maryvonne Dupureur
Maryvonne Samson-Dupureur, francoska atletinja, * 24. maj 1937, Saint-Brieuc, Francija, † 7. januar 2008, Saint-Brieuc.
Nastopila je na poletnih olimpijskih igrah v letih 1960, 1964 in 1968, leta 1964 je osvojila naslov olimpijske podprvakinje v teku na 800 m, leta 1968 pa osmo mesto. Na evropskih dvoranskih prvenstvih je osvojila srebrno medaljo v isti disciplini leta 1967.